# Teateråret 1890

## Årets uppsättningar

### Januari
- 27 januari – Anna Wahlenbergs pjäs På vakt har urpremiär på Södra teatern i Stockholm. [1]

### Mars
- 1 mars – August Strindbergs Fordringsägare har svensk premiär på Svenska Teatern i Stockholm.[2]
- 15 mars – En version av August Strindbergs pjäs Mäster Olof, med efterspel, har urpremiär på Dramaten i Stockholm.[3]

### April
- 10 april – Gustaf af Geijerstams pjäs Lars Anders och Jan Anders och deras barn har urpremiär på Södra teatern i Stockholm.[4]

### Oktober
- Oktober – Helena Nyholms pjäs Hämnd har urpremiär i Göteborg.[5]

### Okänt datum
- Anne Charlotte Lefflers pjäs Den kärleken! har premiär.
- Gustaf von Numers pjäs Bakom Kuopio har Sverigepremiär på Strindbergs Intima Teater i Stockholm.

## Avlidna
- 25 maj – Frans Hodell, 49, skådespelare och pjäsförfattare